# Czarnków
Czarnków är en stad i Storpolens vojvodskap i Polen och huvudort i distriktet Powiat czarnkowsko-trzcianecki. 2014 hade staden 11 139 invånare.